# Bruno Forte
Dom Bruno Forte (Nápoles, 1 de agosto de 1949) é um bispo católico italiano e teólogo, atualmente arcebispo de Chieti-Vasto.

## Biografia
Forte nasceu em Nápoles e 1 de agosto de 1949. Foi nomeado arcebispo de Chieti-Vasto pelo Papa João Paulo II, em 26 de junho de 2004. Foi ordenado bispo pelo até então cardeal Joseph Ratzinger (depois Papa Bento XVI), em 8 de setembro. Os co-consagradores foram o Cardeal Michele Giordano, Arcebispo de Nápoles, e Luigi Diligenza, Arcebispo de Cápua. É Presidente da Comissão Episcopal para a Doutrina da Fé, Proclamação e Catequese da CEI e membro da Conferência Episcopal de Abruzzo e Molise.
Bruno Forte é Grande Oficial da Ordem Equestre do Santo Sepulcro de Jerusalém e Prior da Província de Abruzzo e Molise.
Bruno Forte é considerado um importante teólogo e já realizou os exercícios de jejum para o Papa e a Cúria, o que é considerado uma honra a nível profissional e humano, e representa uma atitude progressista dentro da Igreja Católica.
De 1997 a 2004 foi membro da Comissão Teológica Internacional, onde chefiou o grupo de trabalho que produziu o documento Remembrance and Reconciliation.
Publicou vários escritos importantes, incluindo Simbolica Ecclesiale (Milão 1996 ss.) em oito volumes e Dialogica (Brescia 2002 ss.) em quatro volumes.